# Гайдай, Дмитрий Иванович
Дмитрий Иванович Гайдай — советский хозяйственный и политический деятель.

## Биография
Родился в 1934 году в селе Кременчуг-Константиновское. Член КПСС с 1964 года.
В 1954—1957 гг. — военнослужащий ГСОВГ Советской армии.
Окончил Краснодарское культурно-просветительное училище.
В 1960—1965 гг. — заведующий клубом села Кременчуг-Константиновское, директор районного Дома культуры в селе Ачикулак.
Окончил Буденновский учебный комбинат.
В 1967—1993 гг. — бурильщик, бригадир бурильщиков Буденновского управления буровых работ.
Избирался депутатом Верховного Совета СССР 10-го созыва. Делегат XXVI съезда КПСС.
Почетный нефтяник СССР.
Умер в 1993 году в Буденновске.

## Награды
- Орден Трудового Красного Знамени (1974, 1981)